# Velika nagrada Indije
Velika nagrada Indije (hindujsko: भारतीय ग्राँ प्री)  je nekdanja dirka Formule 1, ki se je odvijala na mednarodnem dirkališču Buddh v Greater Noidi (Uttar Pradeš, Indija). Prirejena je bila v sezonah 2011, 2012 in 2013.
Prvič je potekala 30. oktobra 2011 kot 17. dirka sezone 2011, Novo dirkališče je 1. septembra 2011 potrdil Charlie Whiting, direktor dirk Formule 1.
Na vseh treh dirkah za Veliko nagrado Indije je zmagal Sebastian Vettel z dirkalnikom moštva Red Bull Racing. Dirka je bila pred sezono 2014 odstranjena iz koledarja dirk Formule 1, čeprav je bila prvotna pogodba za organizacijo veljavna do sezone 2016. Ukinjena je bila zaradi spora glede plačila davkov med organizatorjem in lokalnimi oblastmi.

## Zmagovalci
| Sezona | Konstruktor      | Moštvo           | Dirkališče | Poročilo |
| ------ | ---------------- | ---------------- | ---------- | -------- |
| 2013   | Sebastian Vettel | Red Bull-Renault | Buddh      | Poročilo |
| 2012   | Sebastian Vettel | Red Bull-Renault | Buddh      | Poročilo |
| 2011   | Sebastian Vettel | Red Bull-Renault | Buddh      | Poročilo |

## Zunanje pvoezave
- Uradno spletno mesto